# Ignoranz als Staatsschutz?
Ignoranz als Staatsschutz? ist ein unvollendetes Buchmanuskript des Schweizer Schriftstellers Max Frisch aus dem Jahr 1990. Frisch arbeitete darin die so genannte Fichenaffäre auf, in deren Rahmen Schweizer Behörden rund 900.000 Fichen zu zahlreichen in- und ausländischen Personen anlegten, um deren Überwachung zu dokumentieren. Auch Frisch wurde von 1948 an 42 Jahre lang vom Schweizer Staat überwacht. Als er 1990 Einsicht in seine Fiche erhielt, kommentierte er diese unter dem Titel Ignoranz als Staatsschutz? Das Projekt wurde wegen der fortgeschrittenen Krankheit des Schriftstellers nicht zu Ende geführt. Erst 2015 erschienen Frischs Aufzeichnungen zusammen mit einem Faksimile der Fiche sowie ausführlichen Kommentaren der Herausgeber David Gugerli und Hannes Mangold im Suhrkamp Verlag.

## Inhalt
Bereits bei den persönlichen Daten auf dem Deckblatt der Fiche weist Frisch zahlreiche Ungenauigkeiten und Fehler nach. So scheint dem Staatsschutz sein zweiter Vorname ebenso unbekannt wie seine Kinder. Adressen und Straßennamen sind verkürzt oder falsch angegeben, viele langjährige Wohnorte werden nicht aufgeführt. Frisch kommentiert, dass es anscheinend eine ausreichende Qualifikation für einen Beamten im Staatsschutz sei, Adressen falsch abzuschreiben. Der erste Eintrag datiert vom August 1948, als Frisch einen Friedenskongress in Polen besuchte. Der Name des Informanten ist in der Fiche geschwärzt, was im Bespitzelten die Frage aufwirft, ob es sich um den Schweizer Botschafter oder seinen Begleiter François Bondy handelte – tatsächlich stammten die Informationen laut ungeschwärzter Fiche von Linus Birchler, Professor an der ETH Zürich, und die Quelle war ein allgemein zugänglicher Zeitungsartikel. Auch spätere Einträge sind zum Teil vollständig geschwärzt. Frisch kommentiert dies mit der Bemerkung, der unkenntlich gemachte Inhalt stimme so sicher wie jedes Staatsgeheimnis.
Die leserlichen Einträge sind hingegen oft banal und geben nicht preis, was der Staatsschutz an den Informationen bemerkenswert fand. An der Verleihung des Friedenspreises des Deutschen Buchhandels 1976 scheint möglicherweise bereits das Wort „Frieden“ verdächtig. Immer wieder verraten die Überwacher ihre vollkommene Kenntnislosigkeit der Werke des Schriftstellers. So dient ihnen ein Beitrag in der Gratis-Zeitung Silva Revue als Beleg für Aussagen, die jedermann in Frischs Publikationen hätte nachlesen können. Der letzte Eintrag stammt aus dem Januar 1990, als ein DDR-Botschafter den Schweizer Schriftsteller kontaktierte. Der Zeitpunkt des Eintrags beweist Frisch, dass die Fichen auch nach ihrem Bekanntwerden und öffentlichen Versprechungen zu ihrer Einstellung unbeirrt weitergeführt wurden.
Enttäuscht von den zahlreichen Lücken in seiner Fiche stellt Frisch am Ende eine lange Liste von Ereignissen aus seinem Leben auf, die nicht in der Fiche vermerkt sind. In einem abschließenden Kommentar hält er fest, dass keiner der Einträge in seiner Fiche irgendeine verfassungsfeindliche Handlung dokumentiere. Es gehe bei der Überwachung offensichtlich nicht um eine Verfolgung von Straftätern, sondern um die Observation aller Personen, deren Äußerungen von der herrschenden Meinung, insbesondere jener der Freisinnig-Demokratischen Partei, abweichen. Dies reiche bereits aus, um als Staatsfeind und Landesverräter angesehen zu werden. Walter Gut, der Fichen-Delegierte, habe eine Herkulesaufgabe übernommen. Doch sei er anscheinend in erster Linie mit dem Schwärzen der Akten und einer daraus resultierenden Verzögerung ihrer Einsichtnahme beschäftigt. Nur ein offener Umgang mit den Fichen könne die Bundesanwaltschaft vor dem Ruf bewahren „als ein Feme-Institut, das strotzt vor Ignoranz, vor Borniertheit über vier Jahrzehnte, vor Provinzialismus und Impertinenz“.

## Form
Frisch verwendete für die Bearbeitung seiner Fiche die Technik der Collage, die er häufig in seinem Spätwerk einsetzte, besonders augenfällig etwa in der Erzählung Der Mensch erscheint im Holozän, wo Notizen, Lexikoneinträge und Abbildungen in den Text montiert sind. Er zerschnitt seine Fiche in kleine Teile, klebte sie auf ein Blatt Papier und kommentierte sie in den Zwischenräumen mit der Schreibmaschine. In der Buchausgabe sind Fiche und Kommentare in unterschiedlichen Schrifttypen gesetzt. Zudem ist ein Faksimile der originalen Fiche beigefügt. David Gugerli und Hannes Mangold betonen in ihrem Vorwort, dass Frischs Typoskript in seiner Methodik denselben mechanischen Gesetzen folgt, die auch das Karteikartensystem des Staatsschutzes bestimmt haben. Frischs Text ist damit auch ein Zeitdokument einer noch vollständig analogen Informationsverarbeitung, Verwaltung und Überwachung.

## Interpretation

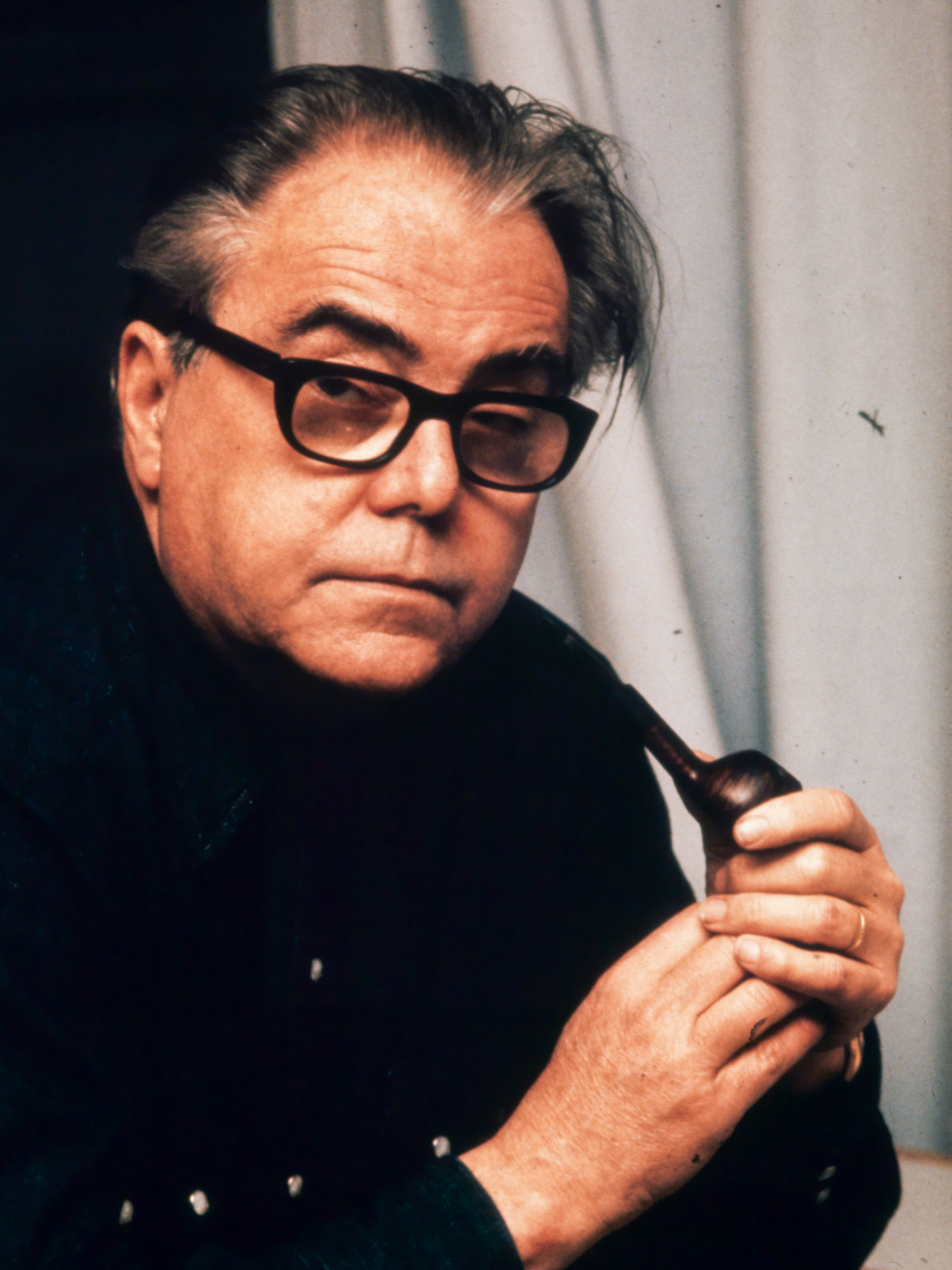
Max Frisch (ca. 1974)

„Ignoranz, Borniertheit, Provinzialismus und Impertinenz – Max Frisch sparte nicht mit Vorwürfen an die Adresse des Schweizerischen Staatsschutzes“, urteilen David Gugerli und Hannes Mangold im Nachwort der Buchausgabe. Nicht nur die Tatsache der Überwachung ist es, die die Rage des unheilbar kranken 79-Jährigen weckt und ihn zu einer letzten literarischen Arbeit anspornt, sondern auch die Banalität der festgehaltenen Tatsachen. Gerade die fehlende konkrete Anklage, der nicht vorhandene Tatbestand versetzt den Überwachten in Unruhe. Jede politische Handlung, die im Widerspruch zur bürgerlichen Parlamentsmehrheit steht, wird durch ihre Aufnahme in die Fiche zu einer für den Staatsschutz verdächtigen Aktion. Frisch fragt sich, was mit diesen Listen anzufangen sein wird in einem potentiellen „Ernstfall“, wenn die Bundespolizei jeden Abweichler zu verhaften habe. Der augenfällige Dilettantismus der Behörden ist nichts, was den Untertanen Frisch beruhigt und versöhnt, sondern ein Grund zum Fremdschämen. Er sorgt sich, dass die Schweiz international bloß als „Dorftrottel“ wahrgenommen wird. Für David Gugerli ist es eine Urangst der Schweizer, sich lächerlich zu machen beim Versuch, mit den „Großen“ mitzuspielen. Auch Frisch wünsche sich als „aufrechter Eidgenosse“ einen Staat, den er „ernstnehmen könnte, auch als Gegner des Bürgers.“
Die Frage nach der Identität, nach Rolle, Fremd- und Selbstbild, ist ein zentrales Thema im Werk Max Frischs. Im Essay Unsere Gier nach Geschichten von 1960 schrieb er: „Jeder Mensch erfindet sich eine Geschichte, die er dann, oft unter gewaltigen Opfern, für sein Leben hält, oder eine Reihe von Geschichten, die sich mit Ortsnamen und Daten durchaus belegen lassen, so daß an ihrer Wirklichkeit nicht zu zweifeln ist.“ Durch den Einblick in seine Fiche muss der Autor erfahren, dass der Staatsschutz über viele Jahre lang an einem nachlässigen, fehlerhaften, entstellten Bild seiner Person gebastelt hat. Frischs Typoskript ist somit ein Versuch, die Autorität über die eigene Biografie zurückzugewinnen. Wie seine Romanfigur Stiller kämpft Frisch gegen ein vorgefertigtes Bild, doch er bedient sich dabei nicht länger der schriftstellerischen Fiktion, sondern greift zu den Techniken der Obrigkeit, etwa indem er mit dem Reisepass ein Paradedokument der Untertanenkontrolle zitiert, um seinen zweiten Vornamen zu belegen. Anders als die Zeugenaussagen im Prozess gegen Felix Schaad in Blaubart führen die Einträge in der Fiche zu keiner dramatischen Zuspitzung. Es werden bloß seitenlang immer dieselben banalen und ermüdenden Details gereiht, gegen deren Ignoranz Frischs Verteidigung ebenso ins Leere läuft wie seine Auflistung fehlender Einträge, die den Autor offensichtlich noch über Tage beschäftigt hat.
Das Fragezeichen, mit dem Frisch den Titel seines Typoskripts Ignoranz als Staatsschutz? beschließt, bezeichnen Gugerli und Mangold als ein für den Autor Max Frisch typisches Symbol. Bereits frühere Werke seiner Auseinandersetzung mit seinem Heimatland hat Frisch mit diesem Zeichen versehen, so Die Schweiz als Heimat?, seine Rede zur Verleihung des Großen Schillerpreises 1974, und das späte Theaterstück Schweiz ohne Armee? von 1989. Mit dem Fragezeichen maß Frisch laut Gugerli und Mangold „auch den blinden Fleck seines letzten Textes aus“. Es kann als Zeichen des Sarkasmus eines enttäuschten Bürgers verstanden werden, der am Ende seines Typoskripts realisiert, dass seine Appelle an einen offenen Umgang mit den Fichen auf dieselbe Ignoranz stoßen werden, wie seine Verteidigung seiner selbst. Der Titel stellt aber auch allgemein die Frage, wie sich Ignoranz und Staatsschutz zueinander verhalten, ob sie sich bedingen oder ob die Ignoranz jeden wirksamen Schutz unmöglich macht. Gugerli und Mangold fragen jedenfalls, ob ein Staatsschutz in einem demokratischen System „immer und per se ein ignorantes Unterfangen darstellt, weil Staatsschützer im Grunde gar nicht wissen können, was es zu bewahren gilt und welche Gefahren den Staat bedrohen?“

## Ausgaben
- Ignoranz als Staatsschutz? Herausgegeben von David Gugerli und Hannes Mangold. Suhrkamp, Berlin 2015, ISBN 978-3-518-42490-2
- Die Akte F. – Max Frisch über seine Fiche und den Schweizer Staatsschutz, in: NZZ-Geschichte, Zürich, Nr. 3, Oktober 2015, S. 23 ff. (gekürzter Vorabdruck des Buches), mit den Beiträgen:
  - Max Frisch kommentiert seine Fiche. (Auszüge von Faksimiles, S. 24 f.)
  - David Gugerli, Hannes Mangold: Ignoranz als Staatsschutz? Warum Max Frisch bei der Lektüre seiner Fiche die grosse Wut packte. (S. 37 f.)
  - Julian Schütt: Frisch und die NZZ: ein gegenseitiges Missverständnis. (S. 41 f.)
  - Misstrauen von Staates wegen. Warum überwachte der Schweizer Staat seine Bürger? Gespräch zwischen dem eidgenössischen Datenschützer Hanspeter Thür und Peter Huber, dem früheren Chef der Bundespolizei, moderiert von Martin Beglinger und Peer Teuwsen. (S. 47–57)